# Соболіха
Соболі́ха (рос. Соболиха) — присілок у складі Балашихинського міського округу Московської області, Росія.

## Населення
Населення — 240 осіб (2010; 228 у 2002).
Національний склад (станом на 2002 рік):
- росіяни — 94 %